# Franklin Avenue Shuttle
 (janvier 2022).
Si vous disposez d'ouvrages ou d'articles de référence ou si vous connaissez des sites web de qualité traitant du thème abordé ici, merci de compléter l'article en donnant les références utiles à sa vérifiabilité et en les liant à la section « Notes et références ».
Pour les articles homonymes, voir Ligne S.
La Franklin Avenue Shuttle est une ligne du métro de New York. Elle fonctionne à Brooklyn. Elle fait partie de la BMT Franklin Avenue Line (en), qui dessert le réseau local. 
À l'instar des autres Shuttle (navettes) de la ville, cette ligne sert de commodité aux habitants de Brooklyn. La ligne S permet en effet de relier Prospect Park à Franklin Avenue, séparés d'une faible distance, à Brooklyn. Cette ligne est donc assez courte. Elle dessert aussi le Jardin Botanique situé sur Franklin Avenue.

## Caractéristiques

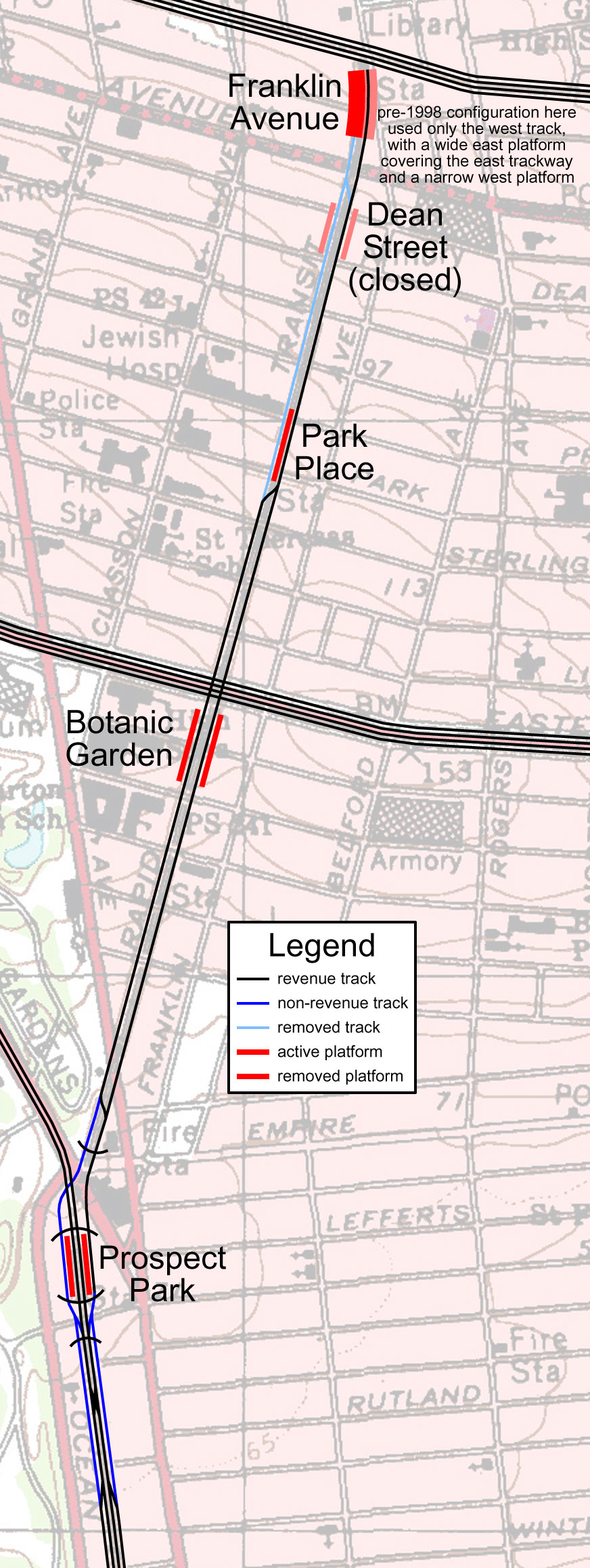
Le trajet de la ligne S.